# Perla Assunção
Perla dos Santos Assunção (Belém, 28 de janeiro de 1986) é uma jogadora brasileira de basquete em cadeira de rodas.

## Biografia
Aos 17 anos de idade, Perla sofreu um acidente de carro que resultou em uma lesão na medula. Dois anos depois, aos 19 anos, ela foi apresentada ao basquete em cadeira de rodas por meio de um convite de amigos.
Perla é uma atleta que já competiu em nível nacional com a equipe paraense All Star Rodas. Atualmente, ela é membro da seleção permanente brasileira de basquete em cadeira de rodas. Em 2019 ela foi campeã do Brasil pela equipe. A atleta também já participou de eventos como as Paralimpíadas, Jogos Parapan-Americanos, Copa América, Mundiais e outras competições nacionais.
Perla joga pelo All Star Rodas e já recebeu o "Anel Podium", honraria máxima do Troféu Rômulo Maiorana, duas vezes. A atleta também foi vencedora do Prêmio Paralímpico, feita por uma comissão interna do Comitê Paralímpico Brasileiro (CPB), na modalidade Basquetebol em cadeira de rodas.

## Títulos
Jogos Parapan-Americanos
- Bronze: 2015 (Toronto)[1]
- Bronze: 2019 (Lima)[1]

Copa América de Basquetebol em Cadeira de Rodas
- Bronze: 2022 (São Paulo)[1]